# Marko Mirić
Pour les articles homonymes, voir Miric.
Marko Mirić (en serbe en écriture cyrillique : Марко Мирић), est un footballeur international serbe, né le 26 mars 1987 à Kragujevac en Yougoslavie (auj. en Serbie). Il évolue au FK Metalac Gornji Milanovac au poste d'attaquant.

## Biographie

### En club
Il participe à la Ligue Europa avec les clubs du Spartak Zlatibor Voda et de l'Étoile rouge de Belgrade.
Il inscrit 10 buts en première division croate avec le club de Slaven Belupo lors de la saison 2014-2015.

### En équipe nationale
Il joue son premier match en équipe de Serbie le 17 novembre 2010, en amical contre la Bulgarie (victoire 0-1 à Sofia).
Il joue ensuite lors de l'année 2011 deux autres matchs amicaux, contre la Corée du Sud et l'Australie.

## Palmarès
- Champion de Serbie en 2014 avec l'Étoile rouge de Belgrade